# Woot
Woot (ウート) はテキサス州ダラスのキャロルトンに拠点を置くアメリカのインターネット小売企業 。家電卸売業者のマット・ラトリッジにより創設され、2004年7月12日にデビューした。ウートのメインサイトは一般的に日替わりで一つの割引商品だけを販売しており、ハードウェアやガジェットのパーツも時々販売している。ウートの他のサイトはTシャツやワイン、子供用アイテム、日用品を日々提供しており、他の2つのサイトは様々な商品を販売している。2010年6月30日、ウートはAmazon.comによる買収に合意したと発表した。

## 販売モデル
ウートのタグラインは「1日に、1つの取引」である。もともとはウートは1日につき一つの商品を売り切れるか、中部標準時(CST)で午前０時になり別の商品に置き換わるまで販売している。ウート・オフのプロモーション期間を除き、仮に商品が日中に売り切れても次の商品は午前０時になるまで登場しない。しかし、アマゾンからの買収以降は、商品がかなり早く売り切れた(一般的にCST正午以前)場合、新商品が購入できるようになった。商品内容は前もって発表されることはない。この販売モデルは欠陥商品であっても置き換えられないことを意味し、返金を受けるだけである。ウートは販売した商品についてのカスタマーサポートを設けていないので、問題が起きたときにはカスタマーは製造企業かウートフォーラムのネットコミュニティを通じてのどちらかでサポートを模索するようアドバイスを受ける。 
ウートはフラッシュマーケティングのビジネスモデルで運営している。カスタマーは商品を最大3個まで購入できるが、サイトは時々販売量を一人につき一個に制限することがある。ウートは商品が売り切れるか新商品が販売開始にならない限り販売数量を公開しない。シーツ・ウートを除き、商品は米国内のみの発送で、発送にはFedEx Ground、FedEx SmartPost、United Parcel Serviceを使用している。サイズや重量に関わらず全ての商品の発送料は均一である。
ウートは時々在庫がない商品も販売する。これは時々発送の遅れを引き起こす。
ウートは時々、リファビッシュ品を販売する。2011年に6200個のリファビッシュされたMOTOROLA XOOMを販売したが、その中には適切にリファビッシュされていない少数の商品も含まれており、デバイスの前の所有者のデータが共に売られていた可能性があった。

## マーケティングスタイル
企業のマーケティングスタイルは傲岸不遜で、しばしば顧客のコミュニティを認めていた。商品説明は共通して商品、カスタマー、ウート自身を嘲笑するものであった。商品の欠点は前もって認識されており、購入者は注意するようアドバイスを受けた。真面目な詳細にのみ関心を持つ人のために商品についての公式な情報が常にウートが記述する説明欄の下に位置している。コミュニティのユーザーはしばしば彼らの製品調査を行い、ユーザーフォーラムに自身の意見を投稿する。ウートのスタッフは最も役立つ投稿をタグ付けしフォーラムのトップで取り上げる。
ウートのメインサイトは過去にマシュー・シュルツによるポッドキャストを毎日公開していたが、これは簡単に販売する商品についての説明をし、ユーモラスな音楽かスキットを含んでいた。これは週刊のビデオポッドキャストに置き換えられた。ウートフォーラムユーザーの間で賞品(現金、ウートの注文の送料無料、ブービー賞であるモンキー賞(僅かまたは全く価値がない猿に関連したランダム商品))をかけたフォトショップコンテストがプロモーションイベントとして行われた。
コミュニティのメンバーはウート関連のサービスを提供することでサイトに貢献した。それらにはステータスチェッカーやダッシュボードウィジェット、次の商品が登場したときに報告するWindowsのサイドバーウィジェットを含んでいた。サイトの状況を監視するためにネット配信などの手段が使われた。ウートは公式ツイッターアカウントを持っており、2010年5月24日時点で最もフォローされているアカウント100位内に入っている。

## カスタマーサービス
2016年6月1日時点で、商業改善協会は過去3年間で505件の苦情があり、過去12ヶ月間に136件の苦情があったと報告した。 大部分の苦情は、製品/サービスおよび配送問題に関してのものだった。 協会はA +〜Fの尺度でウートにA-評価を与えた。

## 特別イベント
サイトは「ウート・オフ」のために時々一日一商品の方針から外れる。ウートオフの開催期間は告知されないが、普通は24時間～72時間である。ウート・オフ期間中は商品は通常すぐに売り切れ、ある商品が売り切れれば1～2分以内に新商品へと置き換わる。どの程度在庫が残っているかをパーセンテージバーで示される。しかしながらウートは売り切れるまで正確な在庫を提供することはない。
2005年9月のNeuros MPEG 4 Recorderのベータ版を発売以降 ウートは時々別の企業と提携し、一日限定のウートセールで新商品を発売することがある。
2005年7月に、ウートは通常の商品販売の代わりに「ランダムクラップ」と公式に呼ばれる見えない福袋を販売した。今日ではクエスチョンマークがついている紙袋風弁当箱の絵に非公式の名前「Bag of Crap(クソのバッグ)」(BOC)が付いているが、元々はサイトの早期に物理的なバッグ(PCバッグ、iomega zipperバッグなど)が1～３種類の「くだらない」商品と共に販売され、しかもそれがバッグに入れられていたことから「Bag of Crap」と称されるようになった
。今日ではBOCには一袋につき少なくとも３つのくだらない商品が含まれており 、その商品の価格と質は保証されないが時々高価な商品も入っていることがある。BOCは数百万の注文が殺到し、数秒以内に売り切れ、サーバーのラグとダウンを引き起こした。2011年1月25日の販売中、ウェブサイトは310万もの注文を受け付け、商品は8秒以内に売り切れた。
2008年のエイプリルフールの期間中ウート・オフは短時間BOCを代わりに販売したのを除き同じ商品を繰り返し販売した 。エイプリルフールデイから3年後にウートはBOCのフラッシュゲームを公開し、BOCを購入する特権を勝ち取るためにゲームをプレイするよう指示された。2011年4月1日に8000ものBOCが販売された。その日の後、BOCの販売期間は終了し、ウートの運営はBOCを得ようと700万回以上の試みがあったと述べた。
2010年3月10日にウートはウート・オフの一時間限定版「ハッピー・アワー」をデビューさせた。これらのイベントはツイッターを通じて単独で売り込まれ、ウートのトップページには現れなかった 。ハッピー・アワーは上手くいかず、2011年8月までに無期限延期された。

### 2-for-Tuesday
2006年1月10日、ウートは毎週火曜に商品を2組販売し始めた。ウートは火曜日を「3-for-Tu3sday」や「4-for-4uesday」「5-for-Tue5day」「6-for-Tue6day」 「10X-Tuesday」 「12-for-Tu12day」「Two Dozen Tuesday (24-for-Tue2day)」及び「Three Dozen Tuesday (36-for-Tu36day)」のように2組以上の量の商品を販売する日として使用した。2011年６月28日、ウートは量より質を優先するため「Two for Tuesday」プロモーションから身を引くことを決めたが、このアイディアを完全に撤回するわけではないと言及した。

### World of Wootcrap
2014年7月11日にWoot.comの10周年を祝う特別イベントが行われた。

## 関連サイト
Wootは複数のスピンオフサイトを作っており、一部はメインサイトのビジネスモデルに追従しており、他は小売りに関連したサービスを提供している。

### Wine.woot(ワイン・ウート)
Wine.wootは2006年の夏に開設され、ワインとワインに関連した商品を販売している。当初は一週間につき一つの商品を販売していた(時々同じワイナリーからの複数のボトルのセットも販売されていた)が、毎日新商品を追加するようになった。メインサイトのウートとは異なり、ワイン・ウートはもし商品が売り切れたら時折追加の新商品の販売を始める。
米国のワイン発送法により、ワインウートの商品の発送は米国の一部の州に限定される。ワイナリーが記録上の販売者(ワイン・ウートではなく)であり、発送ができる州のリストは発送免許を持っている現在のワイナリーの場所に依存するので販売の度に発送可能地域は変化する。

### Shirt.woot(シーツ・ウート)
短期間のベータ版の後、2007年7月にシーツ・ウートは最初のシャツを販売した。シーツ・ウートは毎週１つの新デザインのTシャツを販売することから始まった。2007年9月以降、土日にもシャツの販売が始まった。
デザインはテキサス州キャロルトンにあるウートの工場でシルクスクリーン印刷されている。シャツデザインの応募はワシントン州シアトルにあるウートの事務所の編集者によって審査と採用がなされる。
多くのデザインは著名なアーティストによるものだが、ウートはウィークリーデザインコンテスト「Derby」を行い、ユーザーは自身のデザイン案を応募する。公開投票で決まった最も人気のデザイン三種が制作され販売される。受賞者は各自1000ドルづつ受け取り、販売開始以降シャツが売れる度に２ドル追加で貰える。
シャツは発売日に割引価格で販売される。2012年11月12日以前はシーツ・ウートは曜日によって28～34種類のデザインを販売していた。各週で最も売り上げが低かった７つのシャツが「精算」と呼ばれるプロセス通じて生産ラインから外され、販売が中止された。
2012年11月12日よりシーツ・ウートはカタログの全てのシャツのデザインを販売し始めた(ダークインキでの輝きのような特殊効果を使ったものや権利問題があるものを除く)通常のローテーションで販売されるシャツとは異なり、シャツはデジタル印刷され、通常よりも高い値段で販売されている。
メインのウートサイトとは異なり、シーツ・ウートは国際発送サービスを提供し、米国全体の注文の発送を5ドルで受け付けている。無料で翌日配送を利用可能である。

#### サプライヤー
最初の5年近くの間、企業の無地のシャツはアメリカンアパレルから提供されていた。2012年2月からウートは「Anvil Knitwear」に供給元を切り替え始め、Anvilが「柔軟かつ安定」に提供すると述べた。また、(切り替えは)「コストも要因」だとし、シーツ・ウートが「薄利で運営しているため「様々な種類の商品」を実験するための余裕がなかった」とした。
この変更のもう一つの理由は、レディースサイズの無地のシャツを入手できるようにすることであり、「変更が上手くいけばシャツがもっと多くなるようだ」と述べた 。発表の結果、顧客からの何百ものコメントが寄せられ、一部は女性用の新サイズを歓迎したが他の人々は変更のタイミングに疑問を呈し（リリース日のシャツの価格は最近20％上昇した）米国からホンジュラスに生産国を変更する事に反対した。
2013年5月にシーツ・ウートはデザインのプリントをAnvilかアメリカンアパレルのどちらの無地のシャツにするかを顧客が選ぶ試用期間を開始した。後者は追加費用が１ドルかかる。2015年6月時点で、アメリカンアパレルの無地の追加費用は3ドルに増額されている。

### Sellout.woot(セールアウト・ウート)
2007年9月12日、ウートはYahoo!とパートナーシップを結び、新サイトのセールアウト・ウートを開設した 。セールアウト・ウートはそれ以来Yahoo!ショッピングの一部となっている。事業モデルはウートのメインサイトと同じであるが、扱う製品は異なっている。サイト自体はヤフーショッピングの一部であるが、全ての商品販売と受注処理はウートによって管理されている。パートナーシップは終了したが、それ以降はセールアウト自体はディールズ・ウートを通じて存在している。

### Kids.woot(キッズ・ウート)
ウートはキッズ・ウートを2009年8月18日に開設した。キッズ・ウートでは一日につき子供向け商品を一つ販売している。同サイトでは2009年10月28日にウート・オフプロモーションを始めた。

### Deals.woot(ディールズ・ウート)
ウートによって運営されていたウェブサイト。ディールズ・ウートは２種類のリスティングのフラッシュマーケティングである。一つは「スポンサー取引」セクションで小売業者と製造業者によって推薦された商品リストを他のデイリー取引サイトへのリンクと共に掲載していた。第２のセクションは「コミュニティ取引」でユーザーが推薦する商品を掲載していた。ユーザーは取引への投票やコメントもでき、また 期限切れや誤った取引について「雑談」することができた。
ディールズ・ウートは2011年2月10日と11日に最初の「クラブデイ」と称する最初の非公式イベントを開催し、サイトのユーザーは彼らが見つけた蟹関連の多くの取引を投稿した。
ディールズ・ウートは2016年8月1日に閉鎖された。

### Home.woot(ホーム・ウート)
2011年10月24日、ウートはホーム・ウートのサイトを開設した。サイトでは様々な日用品の販売が中心。

### Sport.woot(スポーツ・ウート)
2012年6月11日に開設。最初の販売はゴルフクラブのセット(Adams Redline Hybrid 8 Iron Set)だった。

### Electronics.woot(エレクトロニクス・ウート)
2012年7月16日にTech.wootとして開設。 テクノロジー製品、電化製品およびガジェットが中心。2014年6月にエレクトロニクス・ウートに改名。

### Tools.woot(ツールズ・ウート)
2013年4月1日に開設。園芸用品やDIY道具及び住宅改善道具が中心

### Accessories.woot(アクセサリーズ・ウート)
2013年6月3日に開設。ファッション装飾品と時計の販売が中心。 

### Computers.woot(コンピューターウート)
2014年6月2日に開設。コンピューターが中心